# Vincent Kraft
Vincent Kraft (n. 1888) fue un agente doble alemán en el Sudeste Asiático durante la Primera Guerra Mundial, que estuvo intensamente involucrado en la contrainteligencia británica en la conspiración indo-alemana. Kraft fue enviado al Sudeste Asiático durante la guerra por el alto mando alemán, como parte de la gran conspiración indo-alemana y, en 1915, se convirtió en un agente doble británico en Singapur.

## Servicio militar alemán
Un sembrador alemán de Batavia, Kraft se alistó en el Ejército alemán al inicio de la Primera Guerra Mundial y sirvió en Francia. Varios informes indican que fue herido en combate o bien enfrentó una corte marcial debido a sus actividades en Francia, por las cuales podía recibir una pena de muerte; se le dio la opción de volver a Batavia y ayudar a organizar los envíos secretos de armas a la clandestinidad revolucionaria india, acordados por el Partido Ghadar, el Comité de Berlín y la Oficina de Asuntos Exteriores de Alemania.

## Agente doble
Kraft regresó a Batavia para coordinar con Knipping, el cónsul alemán en Pekín; pero, al mismo tiempo, estableció contacto con la misión británica. La inteligencia proporcionada, junto con la brindada por otro agente llamado «Oren» fue fundamental para descubrir partes de la conspiración indo-alemana, en especial, los planes para enviar armas a India a bordo del SS Maverick y del Henry S en junio de 1915. La información de Kraft también fue clave para descubrir los lugares propuestos en la costa de la bahía de Bengala donde sería entregadas las armas, las operaciones de  Manabendra Nath Roy, agente de Bagha Jatin, con los ministros alemanes en el Sudeste Asiático, así como detalles de los planes de Jatin para la insurrección en Bengala en agosto de 1915.
Kraft filtró detalles de los planes al cónsul alemán en Shanghái, Knipping, para atacar la colonia penal de las islas Andamán, el día de Navidad de 1915 y armar una fuerza expedicionaria para atacar pueblos en la costa india, incluyendo Madras y Calcuta. Sus propios planes falsos de la redada fueron en el ínterin revelados a Beckett por "Oren"; sin embargo, teniendo en cuenta los sucesivos fracasos de los planes indo-alemanes, las operaciones fueron abandonadas por recomendación tanto del Comité de Berlín como de Knipping. Vincent Kraft también fue responsable de pasar información detallada a la inteligencia británica sobre el Comité de Berlín y sus actividades en Washington D. C., Siam, las Indias Orientales Neerlandesas y en Persia.

## Posguerra
Luego, Kraft huyó vía México a Japón, donde fue su último paradero conocido al final de la guerra. Kraft, al igual que Oren, no fue identificado en los informes de inteligencia y solo fue conocido por el seudónimo «Agente X». Su verdadera identidad solo fue descubierta en los años 1950, cuando los archivos secretos del gobierno indio fueron desclasificados.